# Le Giubbe Rosse

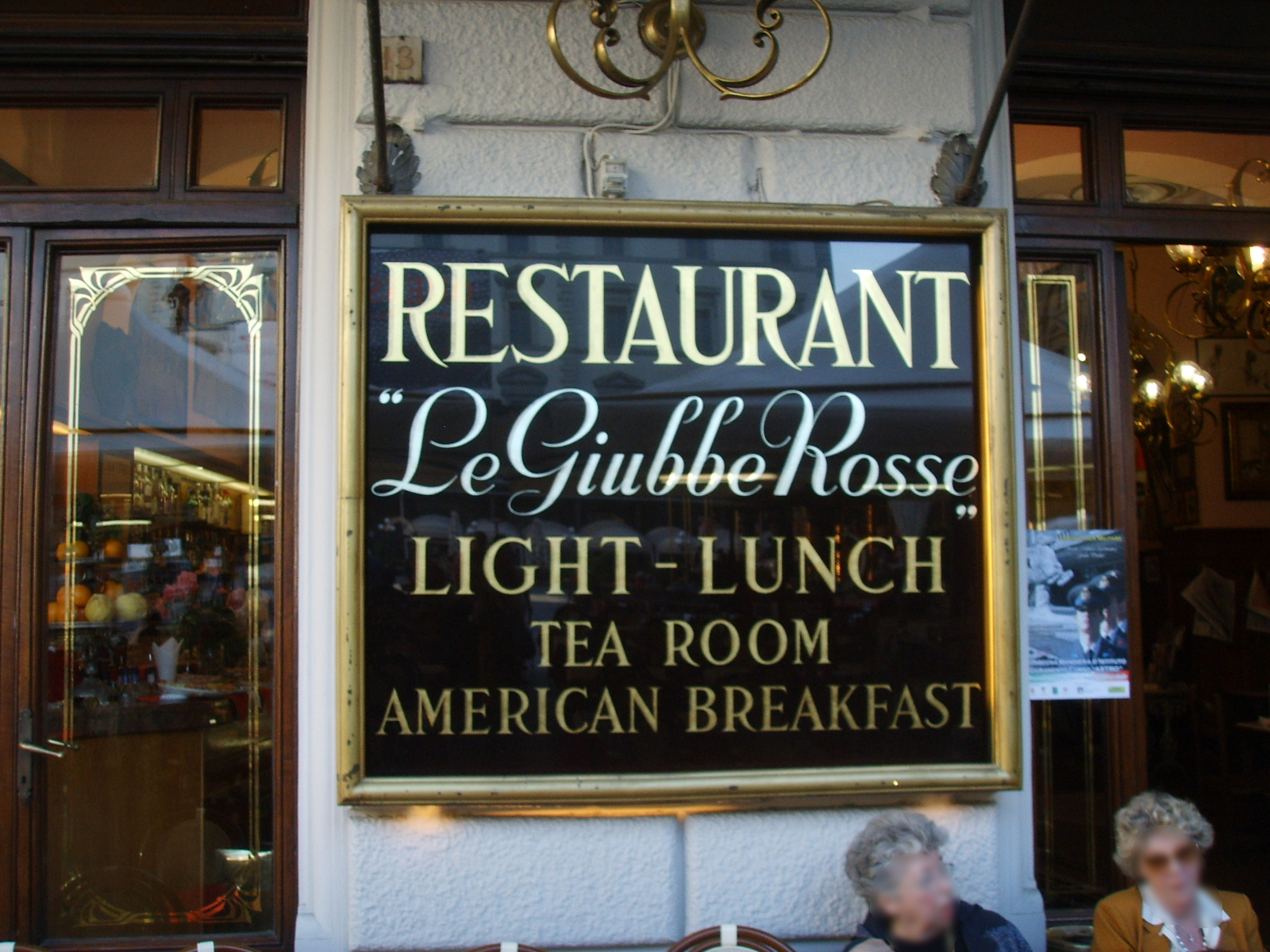
Cartel de Le Giubbe Rosse.

Le Giubbe Rosse ('Las Casacas Rojas', en italiano) es uno de los más famosos cafés literarios italianos. Situado en la Plaza de la República de Florencia, abrió sus puertas en el año 1897 como cervecería. Los hermanos alemanes Reininghaus fueron los primeros propietarios y después su actividad continuó con el actual nombre, derivado del color de los chalecos de los camareros, Según la moda vienesa del tiempo, los camareros portaban chalecos rojos, cosa que chocó tanto a los florentinos que, ante la dificultad de pronunciar el nombre original del café (Reininghaus), se acabó imponiendo la costumbre de decir «Vamos donde los casacas rojas».
Famosas revistas como La voce, Lacerba, Solaria y otras también recientes, deben mucho a este café, en el que poetas, artistas e intelectuales se han encontrado y han discutido desde un principio, y entre los que destacan los futuristas florentinos, a partir de 1913.
Los personajes más famosos que han contribuido a acrecentar la historia de este lugar y han hecho de este sitio un lugar clave de la historia literaria del siglo XX, son: Filippo Tommaso Marinetti, Giovanni Papini, Giuseppe Prezzolini, Dino Campana, Carlo Emilio Gadda, Umberto Boccioni, Eugenio Montale y muchísimos otros.
Tras la Segunda Guerra Mundial el renombre del local decayó lentamente hasta que en 1991 los nuevos gestores decidieron recuperar el antiguo esplendor, atrayendo a jóvenes artistas y programando encuentros y manifestaciones culturales. Entre estas últimas se encuentra la edición a partir de 1992 de la colección literaria de Fiorenzo Smalzi.

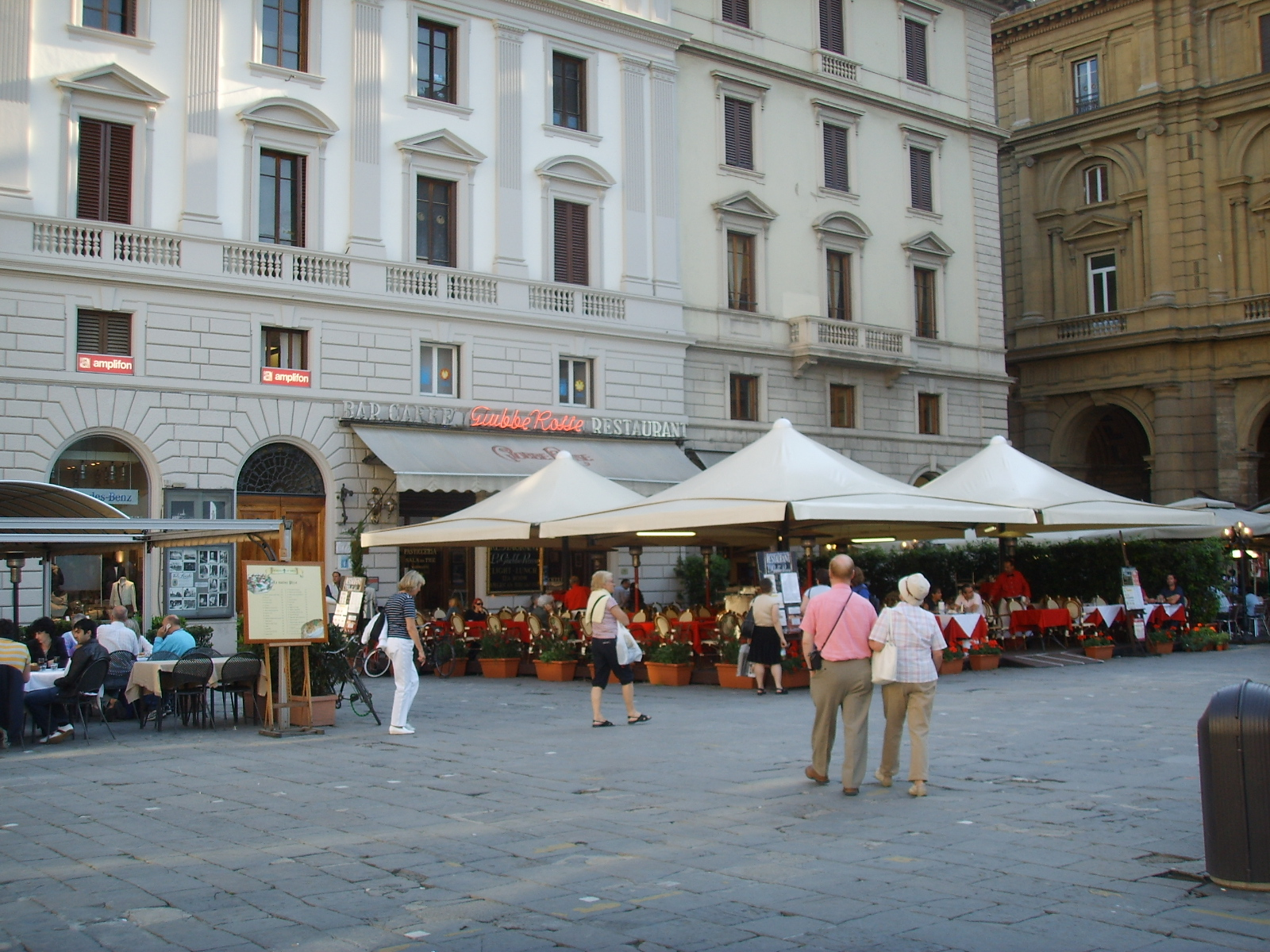
Exterior del café visto desde la plaza.

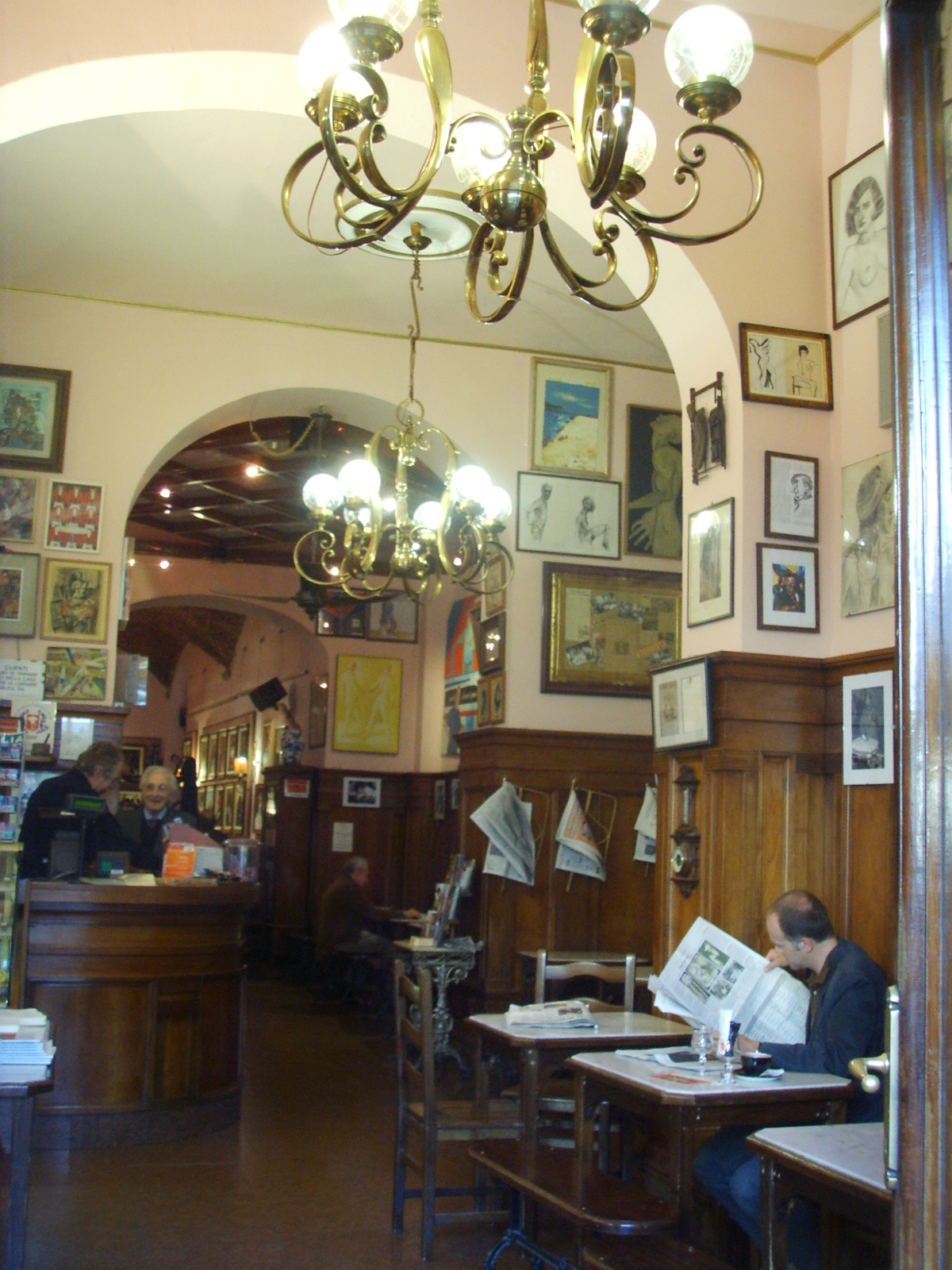
Interior, tapizado de dibujos, pinturas y recortes.

## Colección deLe Giubbe Rosse
Collana il Caffe Letterario, editada por Fiorenzo Smalzi:
- Vol. 0 — Gli anni discontinui, Seduto al caffè con Rosai e Conti (1992)
- Vol. 1 — Leopoldo Paciscopi, Nel chiaror della luna (1994)
- Vol. 2 — AA. VV., La letteratura italiana alla fine del Millennio (1996)
- Vol. 3 — AA. VV., I cent’anni di Montale (1996)
- Vol. 4 — Marino Andorlini, L’Ansia delle vette (1996)
- Vol. 5 — Silvano Zoi, Il manuale dello scrittore (1998)
- Vol. 6 — Geno Pampaloni, Sul ponte tra novecento e duemila (1998)
- Vol. 7 — Vittorio Vettori, Il Giubileo letterario di Vittorio Vettori (2001)
- Vol. 8 — Alberta Bigagli, Olindo del fuoco (2001)
- Vol. 9 — Manlio Sgalambro, Opus Postumissimum (2002)
- Vol. 10 — L. Pignotti y E. Miccini, Poesie in azione (2002)
- Vol. 11 — Giovanni Lista, Lo sperma nero (2003)
- Vol. 12 — Mario Luzi, L’avventura della dualità (2003)
- Vol. 13 — Menotti Lerro, Ceppi Incerti (2003)
- Vol. 14 — Lorella Rotondi, La misura del canto (2003)
- Vol. 15 — Paolo Guzzi, Teatro e no (2004)
- Vol. 16 — Massimo Mori, Performer (2005)
- Vol. 17 — Leopoldo Paciscopi, Sogni e profezie dello schermo silenzioso (2005)